# René de Bourgneuf de Cucé
Pour les articles homonymes, voir Bourgneuf et Famille de Bourgneuf.
René de Bourgneuf de Cucé (né en 1526 à Paris, mort le 24 février 1587 à Rennes), est président du Parlement de Bretagne du 27 février 1570 à sa mort. 

## Biographie
Il est le fils de Julien de Bourgneuf de Cucé (1500-1558), issu d'une famille Rennaise (fils de Jean de Bourgneuf de Cucé (mort en 1513), prévôt des monnaies de Rennes) et de Marie Dauvet. 
Il dresse l'inventaire des titres de propriété des ducs de Bretagne et participe à la réforme de la coutume de Bretagne.
Son fils Jean et son petit-fils Henri occupent à leur tour la fonction de premier président de 1597 à 1661. Son autre fils Charles de Bourgneuf est évêque de Saint-Malo, puis de Nantes.
Il est le grand-père de Louise de Quengo (1584-1656), dont la sépulture a été retrouvée en 2014 sous le couvent des Jacobins à Rennes.

## Source
- Les Noms qui ont fait l'histoire de Bretagne, Coop Breizh et Institut culturel de Bretagne, 1997, p. 60.

## Note
- En Bretagne, au moins cinq rues portent son nom, d'après Les Noms qui ont fait l'histoire de Bretagne, 1997.